# Enganyapastors d'Egipte
L'enganyapastors d'Egipte (Caprimulgus aegyptius) és una espècie d'ocell de la família dels caprimúlgids (Caprimulgidae) semblant a l'enganyapastors europeu però amb coloració més pàl·lida.

## Morfologia
- Fa una llargària d'uns 25 cm i una envergadura de 55-63 cm. .
- Aspecte típic del seu gènere, amb llargues ales i gran apertura bucal.
- Plomatge molt bigarrat amb pigues i barres de color marró i sorra que el permet camuflar-se perfectament al seu entorn desèrtic.

## Hàbitat i distribució
Habita zones desèrtiques i estepes àrides des d'Àfrica Septentrional, cap a l'est, a través de l'Orient Mitjà i l'Iran, fins al sud del Kazakhstan.